# بحيرة ڤارنا
بحيرة ڤارنا (بالبلغارية: Варненско езеро / Varnensko ezero)‏، هي أعمق وأكبر بحيرة من حيث الحجم على طول ساحل البحر الأسود البلغاري، وهي تتفرع من البحر الأسود ومساحة سطحها 17 كم2، وأقصى عمق فيها 19 متراً، وحجمها 166 مليون متر3.

## الوصف
البحيرة شكلها طَوِيلٌ مَمْدُود، وضفافها الجنوبية مرتفعة وشديدة الانحدار وبها غابات، أما الضفة الشمالية فمُنحدرة.

## تكوينها
تشكَّلت بحيرة ڤارنا في وادي نهر قديم، من خلال ارتفاع مستوى سطح البحر بالقرب من نهاية «العصر الجليدي الأقرب».
قاع البحيرة مُغطَّي برواسب كثيفة من الطمي والوحل ويوجد في أعمق الأجزاء منها طمي كبريتيد الهيدروجين؛ وهناك رواسب كبيرة من الطين البركاني الطبِّي (fango) أو: «الطين المعدني».

## أنهارها
يصبُّ في البحيرة عدد من الأنهار، منها نهر ديڤنيا (Devnya) وپروڤاديا (Provadiya) اللذان يصبَّان بالقرب من الشواطئ الغربية لبحيرة بيلوسلاڤ (Beloslav) المتصلة ببحيرة ڤارنا من جهة الغرب (انظر الخريطة).

## حديثا

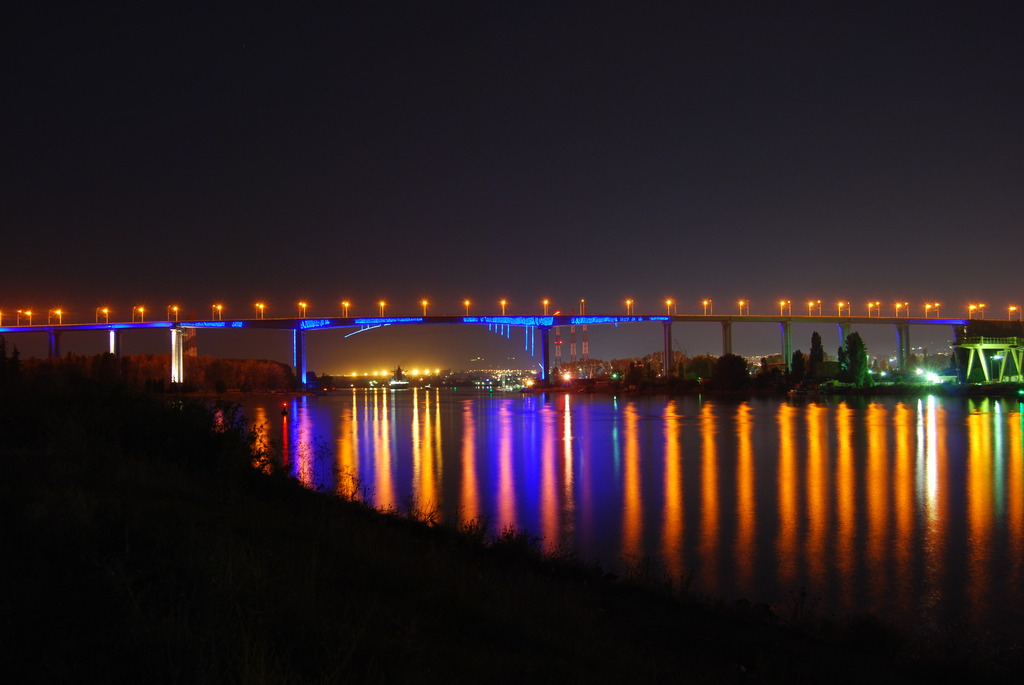
صورة ليلية لجسر "أسپاروهوڤ موصت" الذي يمر فوق "بحيرة ڤارنا"، و يصل شمال البحيرة بمديرية «أسپاروهوڤ» جنوبها.

حتى القرن العشرين، كانت المياه العذبة للبحيرة تصب في البحر الأسود عبر نهر ديڤنيا، ولكن بعد بناء «ميناء ڤارنا الشرقي» الحديث وما تلى ذلك من تجفيف النهر، تم حفر قناة عبر شريط الرمال بين البحر الأسود وبحيرة ڤارنا بين عامي 1906م و 1909م، مما أدى إلى انخفاض مستوى البحيرة بمقدار 1.40 متراً ودخول مياه البحر إلى داخل البحيرة حتى أصبحت مالحة.
في عام 1976م، عندما بدأ تشغيل قناة جديدة بعمق 12 مترًا تحت جسر «أسپاروهوڤ موصت» (بالبلغارية: Аспарухов мост)‏،  تم تجريف البحيرة على طول مجرى النهر. يصل جسر «أسپاروهوڤ موصت» شمال البحيرة بمديرية «أسپاروهوڤ» جنوبها.
توجد قناة أخرى قابلة للملاحة في غرب بحيرة ڤارنا تؤدي إلى بحيرة بيلوسلاڤ (Beloslav) المجاورة، والتي يوجد بها ميناء «ميناء ڤارنا الغربي» والمحطة النهائية للعبَّارات التي يوجد عندها محطة السكك الحديدية.

## الموانئ وصيد الأسماك
يوجد مينائان متخصصان أصغر على الشاطئ الشمالي لبحيرة ڤارنا، هما:
1. ميناء «ليس بورت» (LesPort).
2. وميناء «محطة ڤارنا للطاقة الحرارية».

جاء التحول الصناعي على حساب سمعة بحيرة ڤارنا كمنطقة غنية بصيد الأسماك استمرت في المحافظة على بقاء المستوطنات البشرية لما يقرب من 100,000 عام.

## مقبرة ڤارنا
تقع «مقبرة ڤارنا» أو ڤارنا نيكروپوليس بالقرب من الشاطئ الشمالي للبحيرة، وتم العثور فيها على أقدم كنز ذهب في العالم، بينما تقع مدينة ڤارنا في أقصى الطرف الشرقي للبحيرة.
اكتُشفت آثار «مقبرة ڤارنا» من العصر النحاسي عام 1972م في منطقة بحيرة ڤارنا عن طريق الصدفة لدى شق قناة بالقرب من ڤارنا حيث اكتُشف، وعلى مدى 15 عاما من التنقيب، 294 قبراً من العصر النحاسي وُجد في بعض منها الكثير من المصوغات الذهبية أشارت إلى أنه في هذا العصر المتأخر وُجدت في بلاد البلقان دلائل على ثقافة بدائية لمفهوم الدولة المؤسسيَّة.
يعتقد المؤرخون أن حضارة ڤارنا نيكروپول تعود لنهاية القرن الخامس ق.م. أو بداية القرن الرابع ق.م. كما يُعتقد أن ذهب هذه المنطقة هو أقدم ذهب طُوِّعَ في أوروبا.

## قرى البحيرة
توجد على طول الشاطئ الشمالي لبحيرة ڤارنا قريتا «كازاشكو» (Kazashko) و«إيزيروڤو» (Ezerovo)، أما قريتا «زڤزديتسا» (Zvezditsa) و«قنسطنطينوڤو» (Konstantinovo) فتطلاَّن على البحيرة من المرتفعات الجنوبية.

## خريطة بحيرة ڤارنا

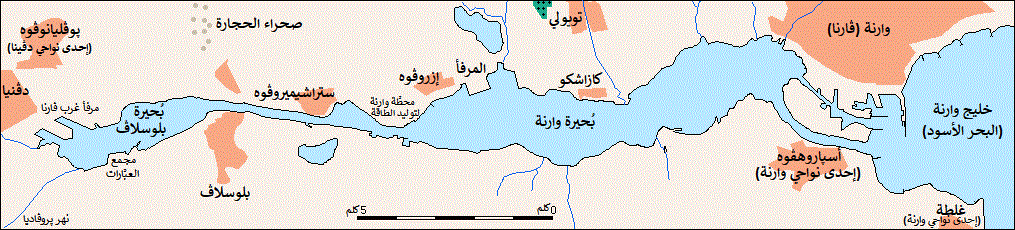
خريطة توضح "بحيرة ڤارنا" والمناطق المحيطة بها. في أقصى الغرب توجد قناة طويلة قابلة للملاحة تؤدي إلى بحيرة بيلوسلاڤ (Beloslav) المجاورة.

## في التاريخ
وقعت «معركة ڤارنا» شَمال بحيرة ڤارنا يوم 10 نوڤمبر 1444م، وكانت خاتمة حملة ڤارنا الصليبية التي شنّها الصليبيون على الدولة العثمانية.
كانت ساحة المعركة هي الساحل الشمالي لمستنقعات بحيرة ڤارنا.
تقدمت جيوش العثمانيين حتى وصلت ڤارنا قادمين من الغرب، وحصروا الصليبيين بين البحر الأسود وبحيرة ڤارنا لتقوم المعركة. كان موقع الصليبيين في الجزء الشرقي وكان ضعيف عسكرياً لأنهم كانوا بذلك محصورين بين البحر الأسود وبحيرة ڤارنا وهضبة فرانغا، بينما العثمانيون في الغرب في موقع أفضل عسكرياً.
نشر الصليبيون جيشًا من حوالي 20,000 إلى 30,000 صليبي على شكل قوس كبير طوله حوالي 3.5 كم بين بحيرة ڤارنا وهضبة فرانغا.
اختار السلطان مراد الثاني موضعاً شمال بحيرة ڤارنا على بُعد حوالي 4000 أو 5000 خطوة من جيش الصليبيين. 
عندما هجم ميسرة الجيش العثماني على ميمنة الصليبيين، انجرفت تحت وقع الهجوم قوات الفِرق الأربع الصليبية التي تُشكِّل ميمنة الصليبيين بقيادة الأسقف «يان دومينيك»، والكاردينال «سيزاريني»، وأسقف «إيجر» و«فرانكو تالوتسي» وفرُّوا جميعاً جنوباً صوب بحيرة ڤارنا وخليج ڤارنا وحصن «غلاطة» على الضفة الأخرى من الخليج، وقُتل أغلبهم في المستنقعات المحيطة بالبحيرة.
انتهت المعركة بأن حطّم العثمانيون كلِّيَّةً حملة ڤارنا الصليبية،  وانتصر الجيش العثماني المسلم انتصارا ساحقا في هذه المعركة على القوات الصليبية.